# Achtel
Achtel is een gehucht tussen de Antwerpse plaatsen Rijkevorsel en Hoogstraten.
Het gehucht werd al vermeld in 1379, en wel als: aen tstrate tachtewaert, waarbij tstrate voor Hoogstraten staat. De kapel werd voor het eerst in 1475 vermeld. Sindsdien werden om de kapel een aantal boerderijen gegroepeerd. De meeste boerderijen zijn tegenwoordig vernieuwd, hoewel sommige een oudere kern bezitten.
Tussen 1892 en 1931 bestond te Achtel een stenen beltmolen. Tegenwoordig vindt men er nog de Onze-Lieve-Vrouw van Zeven Weeënkapel.
Ten oosten van Achtel bevindt zich de Kleine Mark, die in noordelijke richting stroomt.